# Apistogramma inconspicua
Apistogramma inconspicua är en fiskart som beskrevs 1983 av den svensk iktyolog Sven O. Kullander. Denna dvärgciklid ingår i släktet Apistogramma och familjen Cichlidae. Inga underarter finns listade i Catalogue of Life.